# 7114 Weinek
För andra betydelser, se Weinek.
7114 Weinek eller 1986 WN7 är en asteroid i huvudbältet som upptäcktes den 29 november 1986 av den tjeckiske astronomen Antonín Mrkos vid Kleť-observatoriet i Tjeckien. Den är uppkallad efter astronomen Ladislaus Weinek.
Asteroiden har en diameter på ungefär 14 kilometer och den tillhör asteroidgruppen Nocturna.